# Гелгуд, Михаил
Михаил Гелгуд (пол. Michał Giełgud, ум. 1813) — государственный деятель Великого княжества Литовского, полковник жемайтский, судья сеймовый, писарь польный литовский (1790—1793), последний маршалок надворный литовский (1793—1795). Член Тарговицкой конфедерации.

## Биография
Происходил из литовского шляхетского рода Гелгудов герба «Дзялоша». Единственный сын последнего генерального старосты жемайтского Антония Онуфрия Гелгуда (1720—1797) от первого брака с Барбарой Юдицкой.
В 1781 году Михаил Гелгуд был избран депутатом Трибунала Великого княжества Литовского, в 1786 году стал консуляром Постоянного Совета. В 1790—1793 годах занимал должность писаря польного литовского.
В 1792 году стал консуляром жемайтской конфедерации в составе Тарговицкой конфедерации. В 1793 году был назначен последним маршалком надворным литовским.
В 1802 году вызвал на дуэль Платона Зубова как одного из организаторов третьего раздела Речи Посполитой.
В 1812 году Михаил Гелгуд вступил в Генеральную конфедерацию Королевства Польского, образованную при участии французского императора Наполеона Бонапарта.
Кавалер орденов Белого Орла и Святого Станислава.

## Семья
Жена — Элеонора Тышкевич, дочь Станислава Тышкевича-Логойского (1727—1801) и Евы Анны Бяллозор. Дети:
- Юзефа (1787—1856), монахиня
- Ксаверий (1790—1813)
- Антоний (1792—1831), бригадный генерал Царства Польского
- Ян (1794—1877), участник Ноябрьского восстания 1830—1831 годов.